# Кристиян Малинов (писател)
Кристиян Малинов е млад български фентъзи писател, автор на поредицата „Недосегаем“.

## Биография
Кристиян Малинов е роден на 24 октомври 1995 г. във Враца. От 2010 до 2014 г. учи изящни изкуства в СОУ „Отец Паисий“ във Враца. Още като ученик започва да пише фентъзи тетралогия, от която излезли са първите две части „Недосегаем“ (2012) и „Прераждане“ (2013), издадени от бургаското издателство „Либра Скорп“.
През 2014 г., Малинов се свързва с американската платформа за самоиздаване „iUniverse“ за публикуването на „Недосегаем“ и в чужбина. След подписването на договор, в края на ноември 2014 г., книгата е издадена на английски език под заглавие „Untouchable“. Книгата се разпространява чрез Amazon, Google Books, мрежата на iUniverse, GoodReads, Adlibris и веригата книжарници „Barners & Noble“.
В началото на януари 2015 Малинов получава почетен плакет от кмета на община Враца инж. Николай Иванов.

## Произведения
Серия „Недосегаем“
1. Недосегаем (2012)
2. Прераждане (2013)